# 艾科尼厄姆 (密蘇里州)
艾科尼厄姆（英語：Iconium）是位於美國密蘇里州聖克萊爾縣的非建制地區。

## 歷史
艾科尼厄姆的郵局於1871年設立，其後於1969年停運。

## 地理
艾科尼厄姆所處的海拔為高於海平面284米（即932英呎），而該地所採用的時區為UTC-6，即北美中部時區（CST）。同時該地設有夏令時間，為UTC-6調快一小時，即UTC-5（CDT）。